# Monstrilla floridana
Monstrilla floridana är en kräftdjursart som beskrevs av Davis 1949. Monstrilla floridana ingår i släktet Monstrilla och familjen Monstrillidae. Inga underarter finns listade i Catalogue of Life.